# MI10
MI10 – Sekcja 10 Brytyjskiego Wywiadu Wojskowego, była oddziałem Brytyjskiego Zarządu Wywiadu Wojskowego, części Biura Wojny. Była odpowiedzialna za broń i technikę w czasie II wojny światowej.